# USS Georgia (BB-15)
O USS Georgia foi um couraçado pré-dreadnought operado pela Marinha dos Estados Unidos e a terceira embarcação da Classe Virginia, depois do USS Virginia e USS Nebraska e seguido pelo USS New Jersey e USS Rhode Island. Construído a partir de agosto de 1901 na Bath Iron Works e lançado ao mar em outubro de 1904, foi comissionado em setembro de 1906. Era armado com uma bateria principal composta por quatro canhões de 305 milímetros montados em duas torres de artilharia duplas, tinha um deslocamento carregado de mais de dezesseis mil toneladas e conseguia alcançar uma velocidade máxima de dezenove nós (35 quilômetros por hora).
O Georgia serviu durante a maior parte de sua carreira na Frota do Atlântico, na qual suas principais atividades consistiam em exercícios e treinamentos de rotina. Entre 1907 e 1909 fez parte da Grande Frota Branca durante sua viagem ao redor do mundo, e em 1914 foi enviado para o México a fim de proteger interesses norte-americanos durante a Revolução Mexicana. Com a entrada dos Estados Unidos na Primeira Guerra Mundial em 1917, foi inicialmente usado como navio-escola e depois como escolta de comboios para a Europa. Foi transferido para a Frota do Pacífico em 1919, porém acabou sendo logo descomissionado em julho de 1920, sendo desmontado três anos depois.

## Projeto
O trabalho de design na classe Virginia começou em 1899, após a vitória dos Estados Unidos na Guerra Hispano-Americana, que havia demonstrado a necessidade de encouraçados adequados para operações no exterior, resolvendo finalmente o debate entre os proponentes desse tipo e aqueles que favoreciam encouraçados de borda livre baixa com uso na defesa costeira. Os projetistas incluíram um arranjo sobreposto dos canhões principais e alguns dos canhões secundários, o que provou ser uma decepção significativa em serviço, já que o disparo de qualquer conjunto de canhões interferia nos outros, diminuindo a cadência de tiro.
O Georgia tinha 134,49 metros de comprimento total e tinha uma boca de 23 metros e um calado de sete metros. Ele deslocava 15 188 toneladas conforme projetado e até 16 352 toneladas em plena carga. O navio era movido por motores a vapor de expansão tripla de dois eixos avaliados em 19 mil cavalos de potência, com vapor fornecido por vinte e quatro caldeiras Niclausse movidas a carvão. O sistema de propulsão proporcionava uma velocidade máxima de dezenove nós (35 quilômetros por hora). Como construído, ele foi equipado com mastros militares pesados, mas estes foram rapidamente substituídos por equivalentes treliçados em 1909. Ele tinha uma tripulação de 812 oficiais e praças.
O navio estava armado com uma bateria principal de quatro canhões Mark IV de 305 milímetros, com 40 calibres de comprimento, em duas torres gêmeas na linha central, uma à frente e uma à ré. A bateria secundária consistia em oito canhões de 203 milímetros, com 45 calibres de comprimento, e doze canhões de 152 milímetros, com 50 calibres de comprimento. Os canhões de 203 milímetros foram montados em quatro torres gêmeas; duas delas foram sobrepostas no topo das torres da bateria principal, com as outras duas torres lado a lado com o funil dianteiro. Os canhões de 152 milímetros foram colocados em casamatas no casco. Para defesa de curto alcance contra barcos torpedeiros, ele carregava doze canhões de 76 milímetros, com 50 calibres de comprimento, montados em casamatas ao longo da lateral do casco e doze canhões de 3 libras. Como era padrão para os navios capitais da época, o Georgia carregava quatro tubos de torpedos de 533 milímetros, submersos em seu casco na lateral.
O cinturão blindado do Georgia tinha 279 milímetros de espessura sobre os paióis e espaços de máquinas e 152 milímetros em outros lugares. As faces das torres de canhão da bateria principal (e das torres secundárias em cima delas) possuíam 305 milímetros de espessura. Cada torre repousava sobre uma barbeta de apoio que tinha 254 milímetros de blindagem. A torre de comando tinha 229 milímetros em seus lados.

## Histórico de serviço

### Início de carreira e Grande Frota Branca

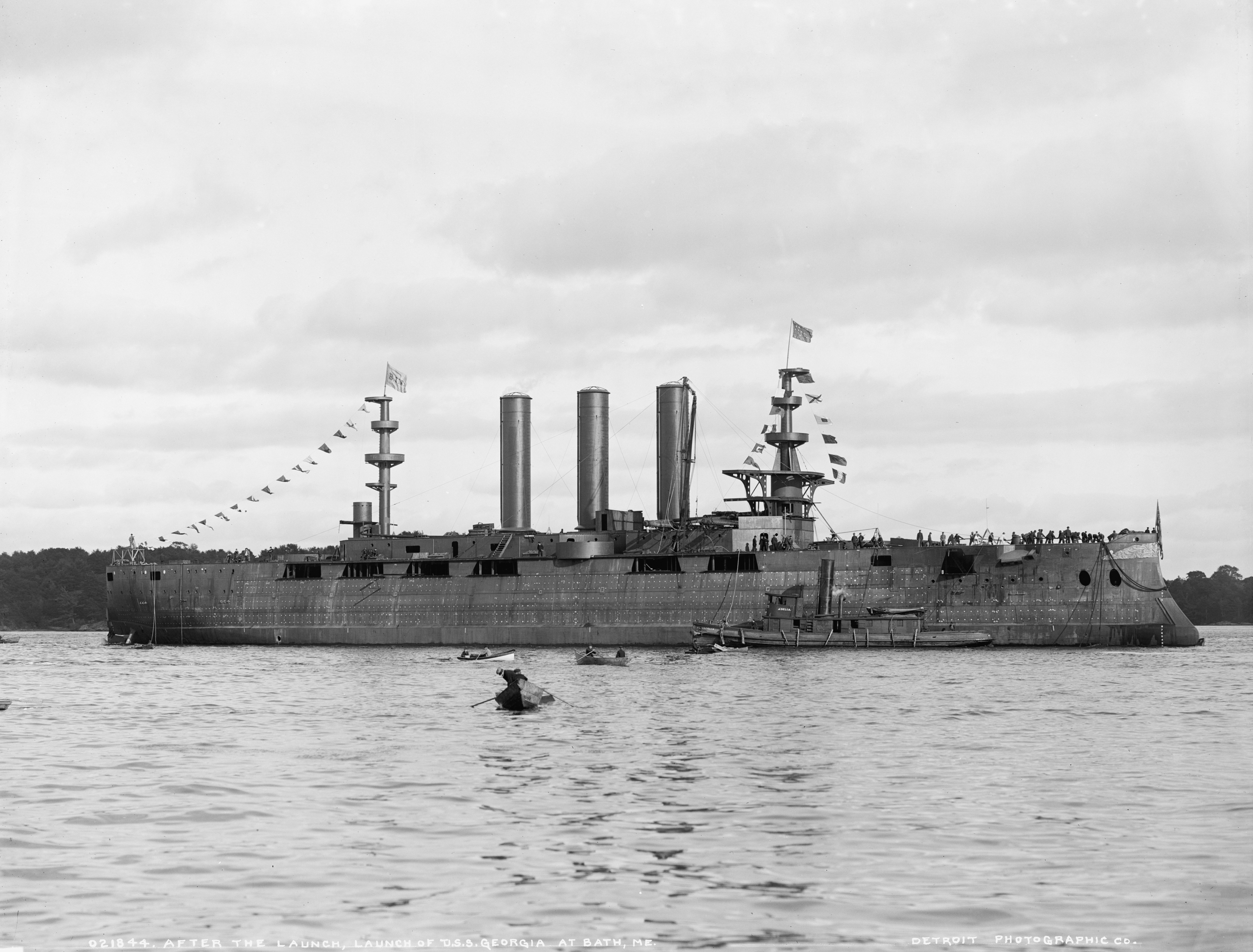
O USS Georgia logo após o lançamento

O Georgia teve sua quilha batida em 31 de agosto de 1901 na Bath Iron Works, no Maine. Seu casco foi lançado em 11 de outubro de 1904, após os trabalhos de adaptação começarem. O navio foi comissionado na frota em 24 de setembro de 1906. O couraçado realizou um cruzeiro de preparação após a conclusão do trabalho de adaptação, antes de ingressar na 2.ª Divisão do 1.º Esquadrão da Frota do Atlântico. Ele partiu de Hampton Roads em 26 de março de 1907 para se juntar ao resto da frota na Baía de Guantánamo, Cuba; ali, os navios realizavam treinamento de artilharia. Depois, navegou para o Boston Navy Yard para reparos antes de comparecer à Exposição de Jamestown, que comemorou o 300.º aniversário da fundação da colônia de Jamestown. Uma frota internacional que incluía navios de guerra britânicos, franceses, alemães, japoneses e austro-húngaros juntou-se à Marinha dos Estados Unidos no evento.
Em 10 de junho, o navio participou de uma revisão naval para o presidente Theodore Roosevelt. Dois dias depois, ele partiu para a prática de tiro ao alvo em Baía do Cabo Cod, chegando em 15 de junho. Uma carga de propelente explodiu em sua torre traseira de 203 milímetros em 15 de julho, matando dez tripulantes e ferindo outros onze. No final daquele ano, o navio participou de manobras da frota no Atlântico e, em 24 de setembro, entrou em doca seca no Estaleiro Naval da Filadélfia para uma revisão.

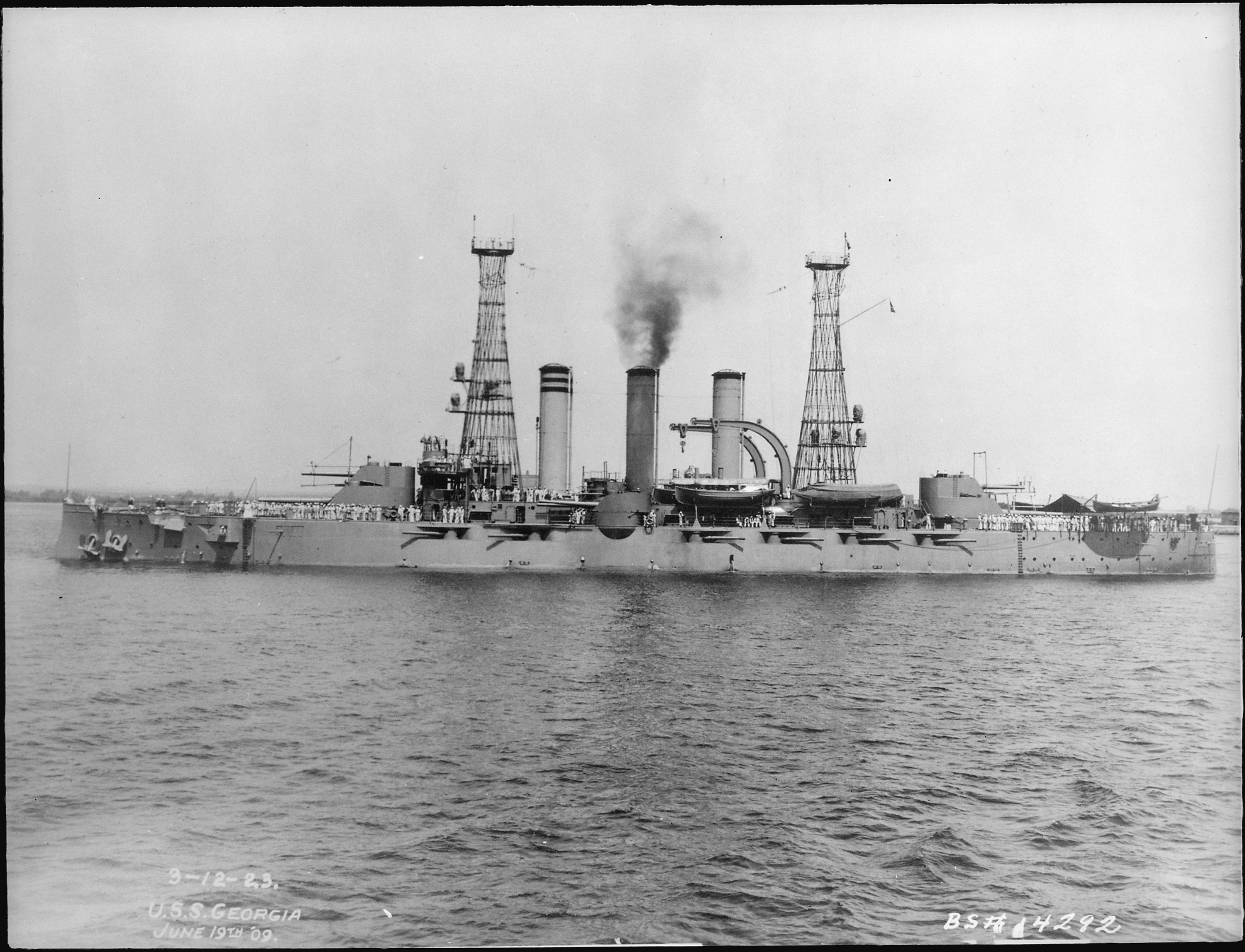
Geórgia em andamento, 1909, com seus mastros treliçados instalados

O Georgia juntou-se à Grande Frota Branca em 16 de dezembro de 1907, quando partiram de Hampton Roads para iniciar a circum-navegação do globo. O cruzeiro da Grande Frota Branca foi concebido como uma forma de demonstrar o poder militar americano, particularmente para o Japão. As tensões começaram a aumentar entre os Estados Unidos e o Japão após a vitória deste último na Guerra Russo-Japonesa em 1905, particularmente sobre a oposição racista à imigração japonesa para os Estados Unidos. A imprensa de ambos os países começou a clamar pela guerra, e Roosevelt esperava usar a demonstração de poderio naval para deter a agressão japonesa. A frota navegou para o sul até o Caribe e depois para a América do Sul, fazendo escalas em Port of Spain, Rio de Janeiro, Punta Arenas e Valparaíso, entre outras cidades. Depois de chegar ao México em março de 1908, a frota passou três semanas praticando artilharia. A frota então retomou sua viagem pela costa do Pacífico das Américas, parando em São Francisco e Seattle antes de cruzar o Pacífico para a Austrália, parando no Havaí no caminho. As paradas no Pacífico Sul incluíram Melbourne, Sydney e Auckland.
Após deixar a Austrália, a frota virou para o norte para as Filipinas, parando em Manila, antes de seguir para o Japão, onde uma cerimônia de boas-vindas foi realizada em Yokohama. Seguiram-se três semanas de exercícios na Baía de Subic, nas Filipinas, em novembro. Os navios passaram por Cingapura em 6 de dezembro e entraram no Oceano Índico; eles carvoaram em Colombo antes de prosseguir para o Canal de Suez e carvoar novamente em Porto Saíde, Egito. A frota fez escala em vários portos do Mediterrâneo antes de parar em Gibraltar, onde uma frota internacional de navios de guerra britânicos, russos, franceses e holandeses saudou os americanos. Os navios então cruzaram o Atlântico para retornar a Hampton Roads em 22 de fevereiro de 1909, tendo percorrido 86 542 quilômetros. Lá, eles realizaram uma revista naval para Theodore Roosevelt.

### 1910–1923

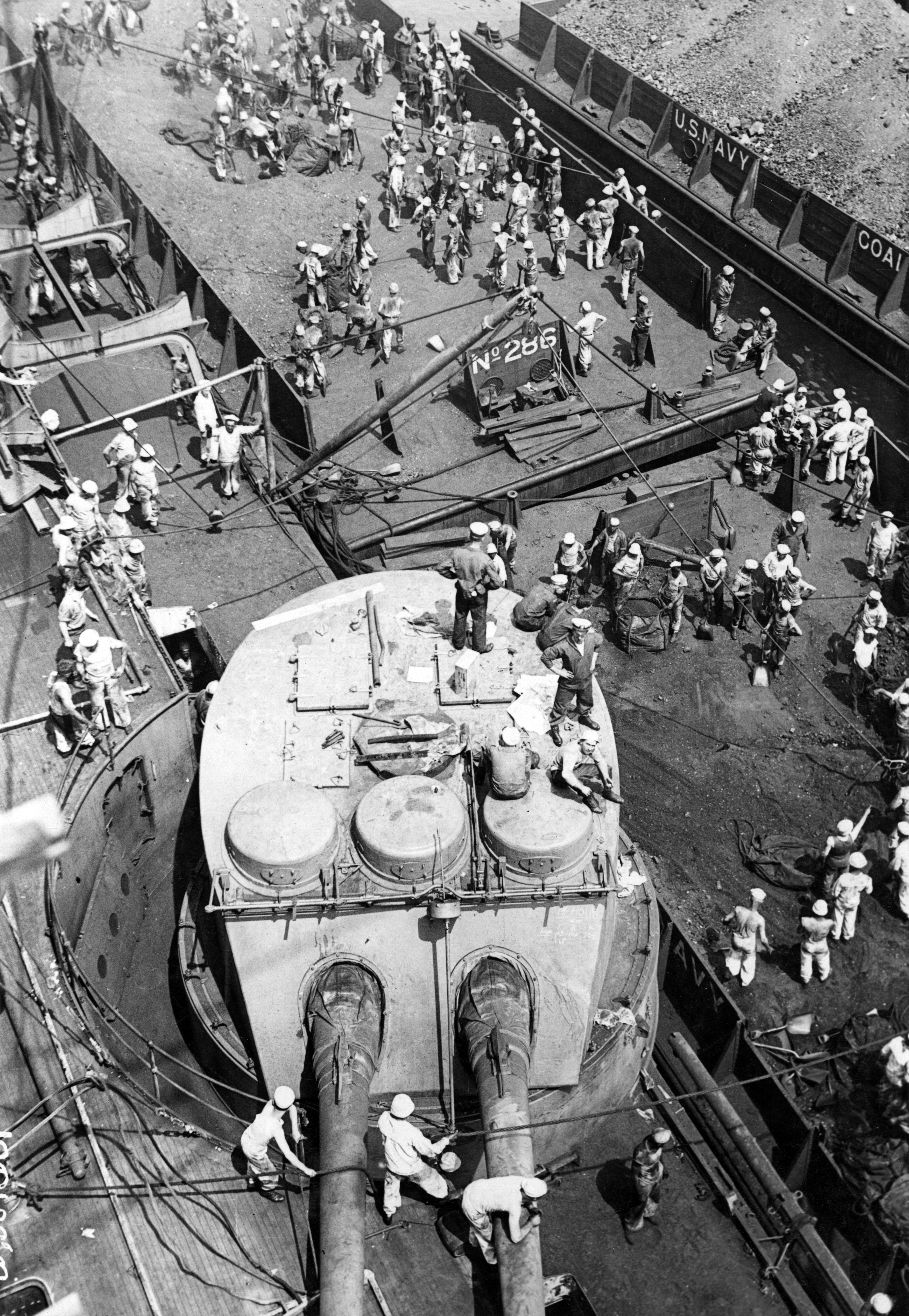
Tripulação do Georgia abastecendo o navio, c. 1919, visto do mastro de proa

Ao longo do ano e meio seguinte, o Georgia conduziu uma rotina de manobras de treinamento e exercícios de artilharia em tempos de paz. Em 2 de novembro de 1910, ele participou de uma revista naval para o presidente William Howard Taft em preparação para um cruzeiro para a Europa Ocidental com a Frota do Atlântico. Os navios pararam na França e na Grã-Bretanha e realizaram extensas manobras durante o cruzeiro. O navio e o restante da frota chegaram à Baía de Guantánamo em 13 de março de 1911. Ele voltou à sua rotina de treinamento em tempos de paz pelos próximos dois anos. Em 5 de junho de 1913, ele conduziu um cruzeiro de treinamento para aspirantes da Academia Naval dos Estados Unidos, seguido de uma reforma no Boston Navy Yard. No início de janeiro, ele foi enviado para as águas mexicanas para proteger os interesses americanos no país durante a Revolução Mexicana. Ele permaneceu lá de 14 de janeiro de 1914 a março, quando retornou brevemente a Norfolk. O navio voltou a cruzar o México durante o verão e, de agosto a outubro, operou em águas haitianas para proteger os americanos no país, que também passava por agitação interna.
O navio então entrou em dique seco para uma revisão, antes de retornar às águas cubanas para manobras com a frota. Ele chegou lá em 25 de fevereiro de 1915. O resto do ano foi dedicado a exercícios de treino com a Frota do Atlântico. Outra revisão, no Boston Navy Yard. Em 27 de janeiro, o Georgia foi desativado temporariamente. No mesmo dia da declaração de guerra dos Estados Unidos contra a Alemanha em 6 de abril de 1917, o navio foi reativado para serviço durante a Primeira Guerra Mundial. Ele foi designado para a 3.ª Divisão da Força de encouraçados, baseada em York River, Virgínia. Ele passou a maior parte da guerra treinando artilheiros para a Marinha de guerra em rápida expansão e conduzindo exercícios de treinamento tático. Durante este período, o navio frequentemente tinha mais de mil homens a bordo, mesmo só tendo acomodações para 750. O comandante do navio na época, capitão Sumner Kittelle, levantou preocupações sobre as condições de superlotação.
De setembro de 1918 até o fim do conflito, o Georgia foi designado para a Força de Cruzadores do Atlântico como escolta de comboio. A primeira operação do navio foi com o comboio 67, que partiu de Nova York em 23 de setembro; o restante da escolta consistia nos cruzadores blindados North Carolina e Montana e no contratorpedeiro Rathburne. O Geórgia teve que carregar 533 toneladas de carvão além do costume, o que degradou significativamente as suas navegabilidade. O navio, portanto, teve que ser amarrado para reduzir as inundações causadas pelo mar agitado, o que acelerava a propagação de doenças. Durante o cruzeiro, a tripulação sofreu 120 casos de gripe e 14 casos de pneumonia; sete homens morreram como consequência. Mesmo com o carvão adicional, o navio não tinha combustível suficiente para chegar ao ponto de partida e teve que se separar do comboio para retornar ao porto. A Alemanha assinou um armistício com as potências aliadas, encerrando a guerra em 11 de novembro. Em 10 de dezembro, o navio foi equipado para servir de transporte para soldados americanos de volta da França. Este serviço viu o navio transferido para a Força de Cruzeiro e Transporte. Ele fez cinco viagens entre dezembro de 1918 e junho de 1919, transportando quase seis mil soldados no total. A primeira viagem, feita em companhia do encouraçado Kansas, chegou a Brest, na França, em 22 de dezembro de 1918.
O Georgia foi transferido para a Frota do Pacífico logo em seguida, partindo de Boston em 16 de julho de 1919. Ele transitou pelo Canal do Panamá e chegou a San Diego, onde se tornou a nau capitânia da 2.ª Divisão do 1.º Esquadrão. O navio foi para o Mare Island Navy Yard para manutenção periódica em 20 de setembro. O navio permaneceu lá até 15 de julho de 1920, quando foi desativado. Sob os termos do Tratado Naval de Washington de 1922, o navio foi vendido para sucateamento em 1.º de novembro de 1923 e posteriormente foi desmanchado. O navio foi formalmente retirado do registro naval em 10 de novembro.